# بربرها (فیلم ۱۹۳۳)
«بربرها» (انگلیسی: The Barbarian (1933 film)) فیلمی در ژانر درام و رمانتیک به کارگردانی سم وود است که در سال ۱۹۳۳ منتشر شد. از بازیگران آن می‌توان به رامون نووارو و میرنا لوی اشاره کرد.